# Physocnemum violaceipenne
Physocnemum violaceipenne är en skalbaggsart som beskrevs av Hamilton 1896. Physocnemum violaceipenne ingår i släktet Physocnemum och familjen långhorningar. Inga underarter finns listade i Catalogue of Life.